# Zagorje, Berane
Zagorje este un sat din comuna Berane, Muntenegru. Conform datelor de la recensământul din 2003, localitatea are 317 locuitori (la recensământul din 1991 erau 295 de locuitori).

## Demografie
În satul Zagorje locuiesc 240 de persoane adulte, iar vârsta medie a populației este de 36,8 de ani (37,2 la bărbați și 36,4 la femei). În localitate sunt 88 de gospodării, iar numărul mediu de membri în gospodărie este de 3,60.
|  |

| Demografie | Demografie | Demografie |
| An         | Locuitori  | Locuitori  |
| ---------- | ---------- | ---------- |
|            |            |            |
|            |            |            |
|            |            |            |
|            |            |            |
| 1948       | 386        |            |
| 1953       | 400        |            |
| 1961       | 395        |            |
| 1971       | 372        |            |
| 1981       | 377        |            |
| 1991       | 295        | 281        |
| 2003       | 330        | 317        |

| \| Componența etnică conform recensământului din 2003[2] \| Componența etnică conform recensământului din 2003[2] \| Componența etnică conform recensământului din 2003[2] \| Componența etnică conform recensământului din 2003[2] \| Componența etnică conform recensământului din 2003[2] \| \| ----------------------------------------------------- \| ----------------------------------------------------- \| ----------------------------------------------------- \| ----------------------------------------------------- \| ----------------------------------------------------- \| \| \| \| \| \| \| \| Sârbi \| Sârbi \| \| 196 \| 61,82% \| \| Muntenegreni \| Muntenegreni \| \| 90 \| 28,39% \| \| Croați \| Croați \| \| 1 \| 0,31% \| \| necunoscută \| necunoscută \| \| 0 \| 0% \| |              |  |     |        |
| Componența etnică conform recensământului din 2003 |              |  |     |        |
| |              |  |     |        |
| Sârbi | Sârbi        |  | 196 | 61,82% |
| Muntenegreni | Muntenegreni |  | 90  | 28,39% |
| Croați | Croați       |  | 1   | 0,31%  |
| necunoscută | necunoscută  |  | 0   | 0%     |